# Società Sportiva Sambenedettese 1969-1970
Questa voce raccoglie le informazioni riguardanti la Società Sportiva Sambenedettese nelle competizioni ufficiali della stagione 1969-1970.

## Rosa
| N. |                   | Ruolo | Calciatore          |
| -- | ----------------- | ----- | ------------------- |
|    | Italia (bandiera) | P     | Dante Bedin         |
|    | Italia (bandiera) | A     | Giancarlo Bellisari |
|    | Italia (bandiera) | D     | Paolo Beni          |
|    | Italia (bandiera) | C     | Nicola Bovari       |
|    | Italia (bandiera) | A     | Giovanni Carnevali  |
|    | Italia (bandiera) | C     | Romualdo Bernardini |
|    | Italia (bandiera) | D     | Ivo Di Francesco    |
|    | Italia (bandiera) | C     | Claudio Di Pucchio  |
|    | Italia (bandiera) | D     | Romano Frigeri      |
|    | Italia (bandiera) | C     | Maurizio Marchini   |

| N. |                   | Ruolo | Calciatore         |
| -- | ----------------- | ----- | ------------------ |
|    | Italia (bandiera) | P     | Massimo Migliorini |
|    | Italia (bandiera) | C     | Andrea Orlandini   |
|    | Italia (bandiera) | D     | Vincenzo Pilone    |
|    | Italia (bandiera) | D     | Giovanni Romani    |
|    | Italia (bandiera) | A     | Giuseppe Silenzi   |
|    | Italia (bandiera) | A     | Nicola Traini      |
|    | Italia (bandiera) | C     | Pier Nicola Troli  |
|    | Italia (bandiera) | A     | Giovanni Urban     |
|    | Italia (bandiera) | C     | Giuseppe Valà      |
|    | Italia (bandiera) |       | Veronese           |